# Always (canción de Saliva)
«Always» es una canción de la banda estadounidense de metal alternativo Saliva, lanzado a través de Island Records en octubre de 2002 como el primer sencillo de su tercer álbum de estudio Back into Your System (2002).
La canción alcanzó el número uno en la lista Billboard Modern Rock Tracks (ahora llamada Alternative Songs) durante una semana en febrero de 2003, convirtiendo a esta Saliva en el único éxito número uno en su carrera. "Always" también alcanzó el puesto 51 en el Hot 100, el sencillo más alto de la banda en esa lista. También alcanzó el top 50 en países como Irlanda y el Reino Unido. El video musical que acompaña a la canción, dirigido por Charles Infante, muestra a un hombre deambulando por la ciudad siendo perseguido por una mujer.

## Crítica
Brian O'Neill de AllMusic le dio a la canción "Track Pick", describiéndola como "histriónica" y encapsulando el melodrama de Kiss 'Animalize.

## Video musical
El video fue dirigido por Charles Infante, el video se centra en un joven, interpretado por la futura estrella de Criminal Minds, Matthew Gray Gubler, que parece ser perseguido por una mujer de su pasado, que aparece esporádicamente por toda la ciudad vacía. El video termina con el hombre, frustrado, destruyendo una cabina telefónica antes de sentarse en el suelo llorando. MTV solicitó una edición de la letra en el verso final. La línea "la pistola tiembla en mi mano, y todo lo que puedo escuchar es el sonido" fue editada para reemplazar la palabra "pistola" por "ira" en la versión de video.

## Lista de canciones
| N.º | Título                             | Duración |  |
| 1.  | «Always (Radio edit)»              | 3:51     |  |
| 2.  | «Click Click Boom (Versión álbum)» | 4:14     |  |
| 3.  | «Your Disease (Versión álbum)»     | 3:57     |  |
| 4.  | «Always (Video)»                   | 3:58     |  |

## Posicionamiento en lista
| Lista (2003)                           | Mejor puesto |
| -------------------------------------- | ------------ |
| Australia (ARIA)                       | 62           |
| Irlanda (IRMA)                         | 48           |
| Escocia (Scottish Singles Sales Chart) | 38           |
| Reino Unido (UK Singles Chart)         | 47           |
| Estados Unidos (Alternative Airplay)   | 1            |
| Estados Unidos (Billboard Hot 100)     | 51           |
| Estados Unidos (Mainstream Rock)       | 2            |